# San Martín (tỉnh)
Tỉnh Bellavista (tiếng Tây Ban Nha: Provincia de Bellavista) là một tỉnh thuộc vùng San Martín của Peru. Tỉnh Bellavista có diện tích 8051 kilômét vuông, dân số thời điểm theo điều tra dân số ngày 11 tháng 7 năm 1993 là 34414 người. Tỉnh lỵ đóng ở Bellavista.